# 大野盆地

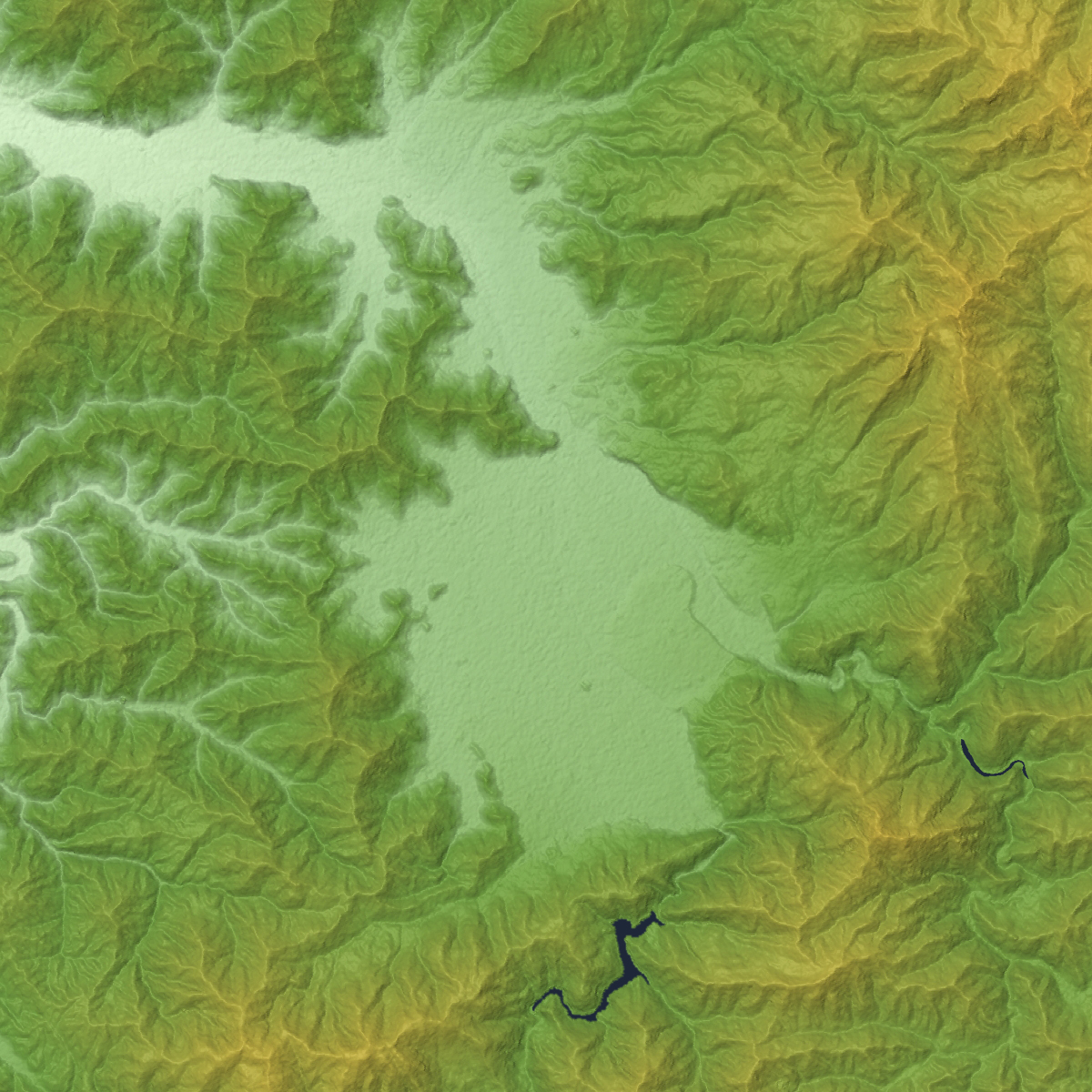
大野盆地（中央）、勝山盆地（中央上）、志比地溝（左上）で構成される、広義の大野盆地の地形図

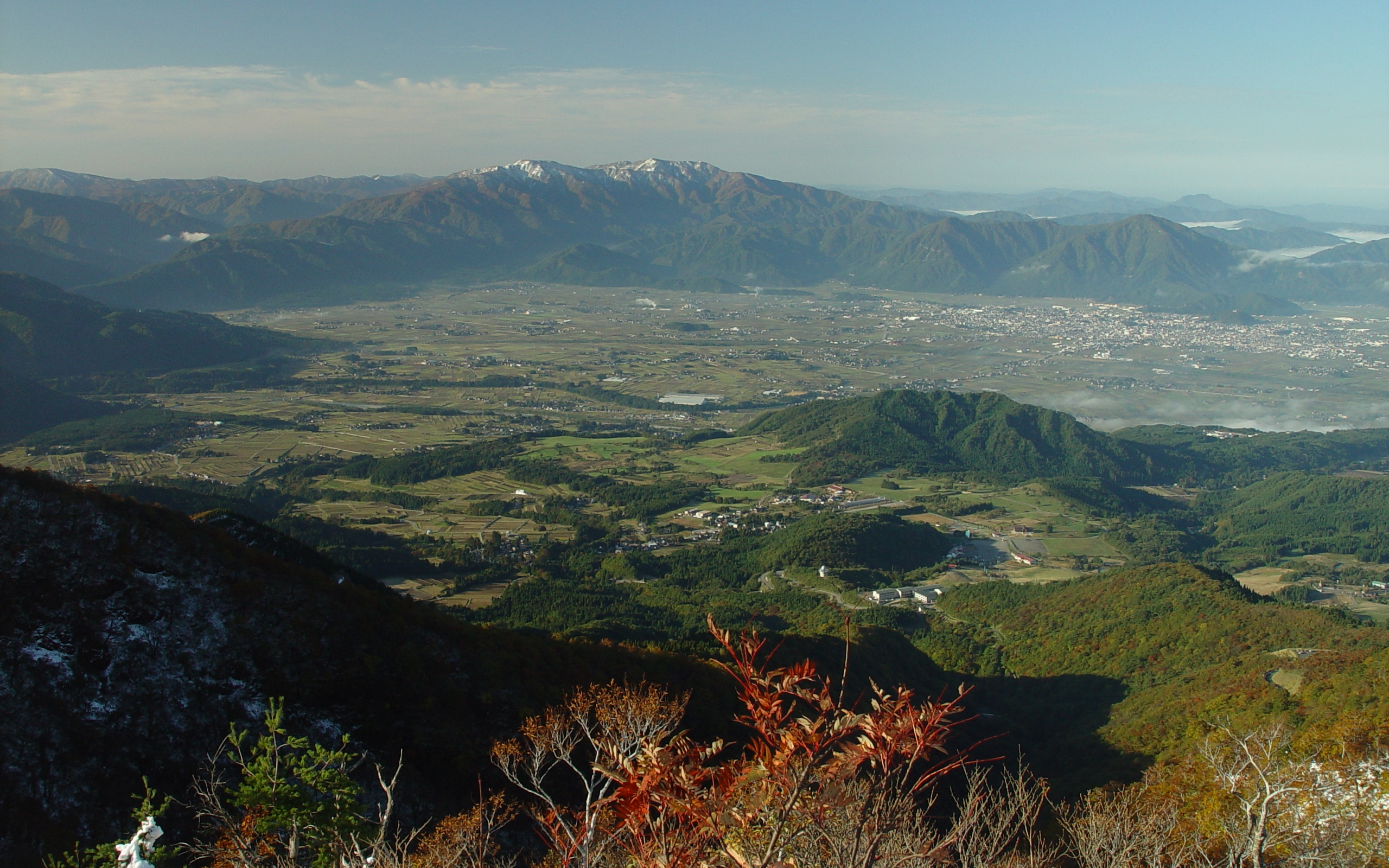
北東にある経ヶ岳から望む大野盆地、手前に六呂師高原、遠景は銀杏峯（中央左）と部子山（中央右）

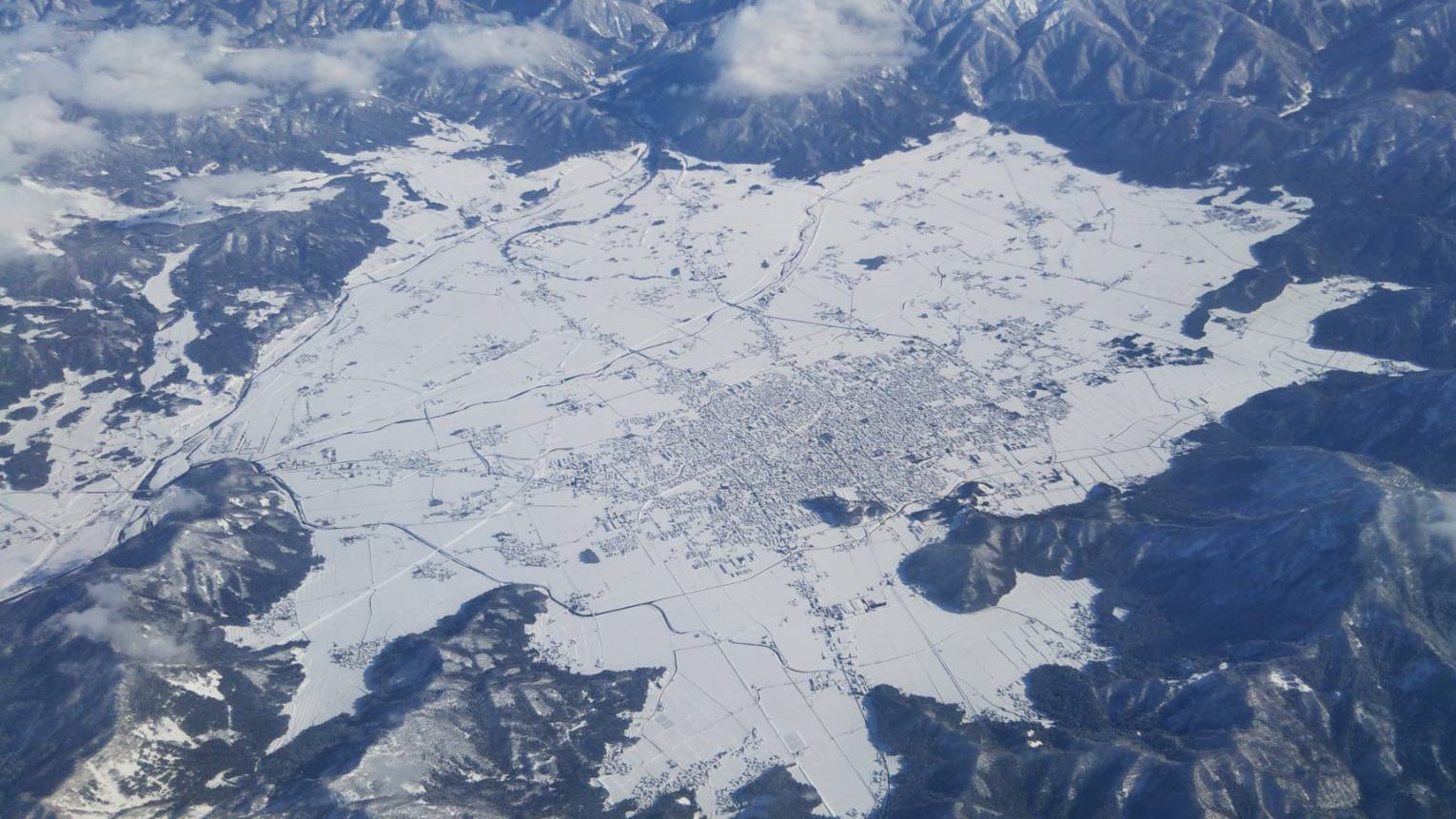
冬の大野盆地と大野市街（航空機より）

大野盆地（おおのぼんち）は、福井県の嶺北地方東部、大野市北西部に位置する陥没断層性の盆地である。東西、南北とも約10kmの方形、あるいは不等辺五角形に近い形をしており、面積は約80km²、海抜は150mから250mである。

## 概要
北と東は加越山地、西は越前中央山地、南は越美山地に囲まれる。盆地内では九頭竜川、真名川、清滝川、赤根川の四河川が平行に北へ流れ、盆地北端の狭隘部、勝山市遅羽町下荒井付近で合流する。これらの川によって形成された、扇状地や河岸段丘、湿地帯を見ることが出来る。
盆地北東部の九頭竜川東岸の塚原野台地は、経ヶ岳の火山泥流による国内有数の泥流地形であったが、第二次世界大戦後の開拓により原形はほぼ失われ、台地西部の一角に泥流丘の痕跡を残すのみである。
各河川は氾濫原を形成する。特に盆地北西部の牛ヶ原は赤根川による湿地帯で、この地域には早くから条里制が敷かれ、水田開発が行われていた。
清滝川による扇状地の先端に大野市街が位置し、かつては名水百選「御清水」に代表される清水（しょうず）と呼ばれる豊富な湧水がみられたが、1965年（昭和40年）ごろから地下水位が低下し始めた。工業用や融雪用の地下水汲み上げが原因とみられ対策が取られているが、問題は解消していない。
大野市の人口の大半が大野盆地に居住する。盆地では、稲作が広く行なわれているほか、サトイモが特産品として知られている。

## 広義の大野盆地

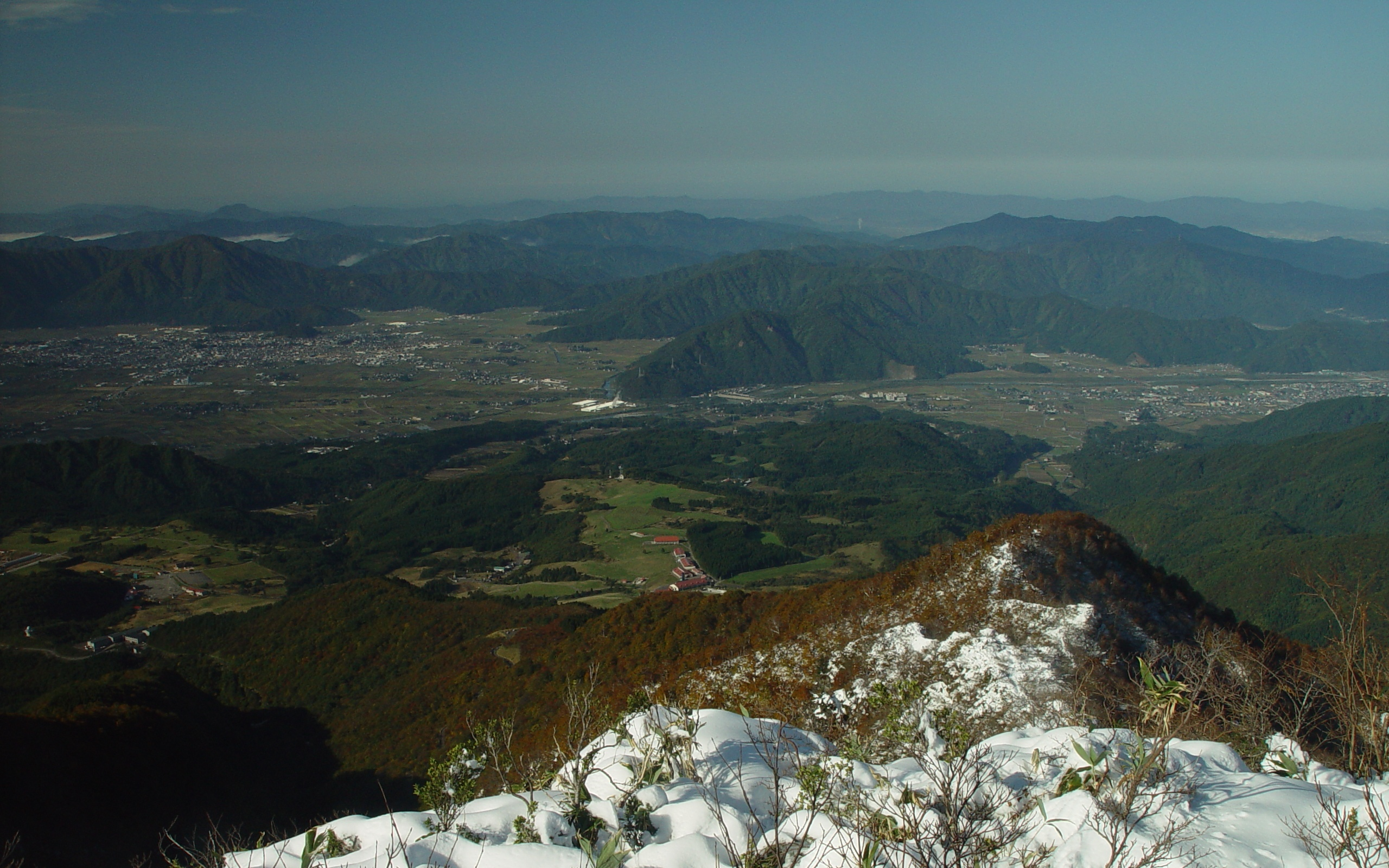
経ヶ岳から望む大野盆地（左）と北接する勝山盆地（右）、中心に九頭竜川が流れる

北接する勝山盆地も一体の地形であるとみなし、勝山市内で九頭竜川が西流するあたりまでを含めて、大野盆地とすることがある。この場合、混同を避けて大野勝山盆地、奥越盆地の名称が使われる事もある。この見地に立った場合、勝山盆地の西部（志比地溝）は河谷とみなし、下荒井付近でくびれたひょうたん型の盆地であるとする。
国土交通省による九頭竜川流域の地形区分によれば、大野盆地、勝山盆地、志比地溝を併せて「大野・勝山盆地」と称する。